# Apsectrotanypus trifascipennis
Apsectrotanypus trifascipennis är en tvåvingeart som först beskrevs av Zetterstedt 1838.  Apsectrotanypus trifascipennis ingår i släktet Apsectrotanypus och familjen fjädermyggor. Arten är reproducerande i Sverige. Inga underarter finns listade i Catalogue of Life.